# 324 Bamberga
324 Bamberga (mednarodno ime je tudi 324 Bamberga) eden izmed največjih asteroidov v glavnem asteroidnem pasu. Kaže značilnosti dveh tipov asteroidov (tipa C in tipa P).

## Odkritje
Asteroid je na Dunaju odkril avstrijski astronom Johann Palisa (1848–1925) 25. februarja 1892.

## Lastnosti
Asteroid Bamberga obkroži Sonce v 4,4 letih. Njegova tirnica ima izsrednost 0,338, nagnjena pa je za 4,564 ° proti ekliptiki. Okoli svoje osi se zavrti v  29,43 h, premer asteroida pa je 229,44 km .
Asteroid Bamberga ima veliko izsrednost. Zaradi tega se njegova svetlost zelo spreminja. Blizu perihelija v času opozicije doseže magnitudo +8,0, kar je tako svetlo kot Saturnova luna Titan. Takšne opozicije se dosežejo vsakih 22 let, zadnja je bila leta 2013, prihodnja bo leta 2035. V času teh opozicij postane Bamberga najbolj svetel asteroid tipa C. takrat je Bamberga tudi zelo blizu Zemlji, saj se ji približa na razdaljo 0,78 a.e. Za primerjavo: 7 Iris ne pride nikoli bližje kot 0,85 a.e., 4 Vesta pa nikoli bližje kot 1,13 a.e.

## Okultacija
Opazovali so okultacijo 8. decembra 1987. Opazovanja so dala za premer okoli 228 km, kar se precej dobro ujema s podatki, ki jih je dala vesoljska sonda IRAS.